# The Killer Angels
The Killer Angels (litt. « les Anges tueurs ») est un roman historique de Michael Shaara publié en 1974 qui a remporté le prix Pulitzer de la fiction en 1975. Il raconte l'histoire de la bataille de Gettysburg durant la guerre de Sécession aux États-Unis en 1863.
Il a été adapté au cinéma sous le titre Gettysburg par Ronald F. Maxwell en 1993.